# Suanae
Suanae is een bestuurslaag in het regentschap Timor Tengah Utara van de provincie Oost-Nusa Tenggara, Indonesië. Suanae telt 828 inwoners (volkstelling 2010).